# Храмы Суздаля

## История
Город Суздаль является одним из древнейших городов северо-востока европейской России. Его формирование как города и сложение его архитектурного облика шло более 1000 лет.
Первый христианский храм в Суздале появился около середины XI века за рекой Каменкой к югу от крепостных укреплений. Это была церковь Дмитрия на подворье Киево-Печерского монастыря. Вместе с деревянным подворьем церковь Дмитрия уцелела после того, как Олег Святославич сжёг Суздаль.
На рубеже XI—XII веков в Суздале был построен первый собор из камня. В это время Суздалем правили Мономаховичи, династия, основателем которой был Владимир Мономах. Собор Успения Богоматери был построен киевскими мастерами и его прототипом был собор Киевского Печерского монастыря.
| Наименование                     | Адрес                | Дата постройки | Примечание       |
| Борисоглебская церковь           | Ул. Борисова Сторона | 1749           |                  |
| Васильевский собор               | Васильевская улица   | XVII век       |                  |
| Александровский монастырь        | Улица Гастева        | 1240           |                  |
| Собор Александровского монастыря | Улица Гастева        | 1695           |                  |
| Ильинская церковь                | Улица Иванова Гора   | 1744           |                  |
| Храм Козмы и Дамиана             | Улица Коровники      | 1800           | старообрядческая |

1. Коровники улица: Церковь Воздвижения Креста Господня 1696 г.
2. Красная площадь: Ризоположенский собор (1560)
3. Красная площадь: двухшатровые Святые врата (1688 г.)
4. Красная площадь: Преподобенская колокольня (1813—1819 гг.)
5. Красная площадь: Ризоположенский женский монастырь г. Суздаля(1207 г.)
6. Кремлёвская улица: Входо-Иерусалимская церковь (1707 год)
7. Кремлёвская улица: Успенская церковь XVI—XVII век.
8. Кремлёвская улица: Пятницкая церковь (1772 год)
9. Кремлёвская улица 20 корп. Кремль: Колокольня Рождественского собора XVII век.
10. Кремлёвская улица 20 корп. Кремль: Архиерейские палаты (XV—XVIII вв.) Владимиро-Суздальский музей-заповедник
11. Кремлёвская улица 20 корп. Кремль: Рождественский собор (XIII—XVI вв.)
12. Кремлёвская улица 20 корп. Кремль: Церковь Николы из с. Глотова Юрьев-Польского района (1766 год)
13. Лебедева улица: Церковь Рождества Христова 1771 г.
14. Лебедева улица: Никольская церковь XVIII век
15. Ленина улица 148а корп. Смоленская церковь: Смоленская церковь (1698—1707 гг.)
16. Ленина улица 22 корп. церкви: Ризоположенская церковь (1777) с колокольней
17. Ленина улица 22 корп. церкви: Знаменская церковь (1749)
18. Ленина улица 148а корп. Смоленская церковь: Церковь Симеона Столпника 1749 г.
19. Ленина улица 55а корп. церковь Иоанна: храм Иоанна Предтечи 1720 г.
20. Ленина улица 65а корп. Кресто-Никольская: Кресто-Никольская церковь 1765 г.
21. Ленина улица 73б корп. церкви: Лазаревская церковь (1667 год)
22. Ленина улица 73б корп. церкви: Антипьевская церковь (1745 год)
23. Ленина улица 106 корп. Художественн. Училище: Блохинская богадельня с домовой церковью Святых Мучеников, в Херсоне епископавших 1834 г.
24. Михайловская улица (Михали): церковь Александра Невского кон. XIX в.
25. Михайловская улица (Михали): церковь Михаила Архангела 1769 г.
26. Михайловская улица (Михали): церковь Флора и Лавра 1803 г.
27. Покровская улица 76 корп. Покровский монастырь: Покровский собор (1510—1518 гг.) Покровского монастыря в Суздале
28. Покровская улица 76 корп. Покровский монастырь: Надвратная Благовещенская церковь Покровского монастыря (1511—1514)
29. Покровская улица 76 корп. Покровский монастырь: Свято-Покровский женский епархиальный монастырь г. Суздаля (1364 г.)
30. Пушкарская улица: Церковь Воскресения Христова из с. Патакино 1776 г.
31. Пушкарская улица: Церковь Спаса Преображения из с. Козлятьево 1756 г.
32. Советская улица: Храм в честь Святых Новомучеников и Исповедников Российских
33. Соковская улица: Петропавловская церковь XVII в.
34. Соковская улица: Никольская церковь XVIII в.
35. Спасо-Евфимиев монастырь: мужской Спасо-Евфимиев монастырь в Суздале (1352 г.) Владимиро-Суздальский музей-заповедник
36. Спасо-Евфимиев монастырь: Спасо-Евфимиевский монастырь, Братский корпус XVII в.
37. Спасо-Евфимиев монастырь: Келейный корпус Спасо-Евфимиева монастыря (XVII—XIX века)
38. Спасо-Евфимиев монастырь: Спасо-Преображенский собор (1594 год)
39. Спасо-Евфимиев монастырь: Звонница Спасо-Евфимиева монастыря XVI—XVII века.
40. Спасо-Евфимиев монастырь: Трапезная Успенская церковь 1525 г.
41. Спасо-Евфимиев монастырь: Никольская церковь с корпусом больничных покоев (1669 год)
42. Спасо-Евфимиев монастырь: Надвратная Благовещенская церковь XVI—XVII века
43. Торговая площадь: Цареконстантиновская церковь XVIII век
44. Торговая площадь: Воскресенская церковь (1720 год)
45. Торговая площадь: Церковь иконы Божией Матери «Всех скорбящих Радость» — Скорбященская церковь 1778 г.
46. Торговая площадь: Казанская церковь (1739 г.)
47. Шмидта улица: Церковь Рождества Иоанна Предтечи (1703 год)
48. Шмидта улица: Тихвинская церковь (1650—1700 гг.)
49. Шмидта улица 7 корп. церковь: Церковь Богоявления Господня 1781 г.
50. Ярунова гора улица: Косьмодемьянская церковь 1725 г.

1. Знаменское кладбище: Часовня Знаменского кладбища.
2. Красноармейский переулок: Неизвестная часовня на старом кладбище
3. Крупской улица: неизвестная часовня на ул. Крупской

## Уничтоженные в советское время
1. Церковь Димитрия Солунского (1773, 1812) — разобрана для строительства городской бани в 1936—1937 гг., резной иконостас пошёл на табуретки и столы красноармейцам.
2. Георгиевская церковь (теплая, 1751) — разобрана в 1936—1937 гг. на кирпич для строительства гаража сельхозтехникума.
3. Церковь Афанасия и Кирилла в Кремле (1719) — разобрана на кирпич для нужд тюрьмы, размещённой в Спасо-Евфимиевском монастыре.
4. Благовещенский собор (теплый) — сломан в 1959—1962 гг. в ходе реставрации Богородице-Рождественского собора как поздняя пристройка. Разобраны были также северный и южный приделы собора.
5. Церковь Похвалы Богородицы (1725) — в 1937 г. сброшены купола, постепенно разобрана до начала 1950-х гг. Двери и каменные плиты пола были взяты в здание райкома ВКП(б).
6. Церковь Варвары Великомученицы (теплая, 1737) — в 1937 г. сброшены купола, постепенно разобрана до начала 1950-х гг.
7. Церковь Иоанна Златоуста (1727, 1799) — в 1939 г. разобрана колокольня, церковь разобрана к концу 1950-х гг.
8. Церковь Иоанна Богослова при церкви Ильи Пророка — разрушена в 1937 г. вместе с колокольней Ильинской церкви
9. Никольская церковь (1718, теплая при сохранившейся Борисоглебской церкви) — снесена в 1936—1937 гг.
10. Троицкий собор с колокольней (колокольня принадлежала Троицкому монастырю, сам собор — Ризположенскому до их объединения в 1764 г.) (1700)
11. Церковь Спаса Нерукотворного (1734) — снесена в 1930-е гг. вместе с оградой и воротами сохранившегося Предтеченского храма.
12. Церковь Всех Святых на Втором (Знаменском) городском кладбище (1794) — в 1928 г. продана на слом.
13. Боголюбская церковь на Первом городском кладбище (1789) — в 1928 г. продана на слом.
14. Церковь Андрея Первозванного — разрушена вместе с рядом стоящей колокольней Тихвинской церкви.